# 8345 Ulmerspatz
8345 Ulmerspatz è un asteroide della fascia principale. Scoperto nel 1987, presenta un'orbita caratterizzata da un semiasse maggiore pari a 2,3379200 UA e da un'eccentricità di 0,2297286, inclinata di 23,39197° rispetto all'eclittica.